# La novata de la calle
La novata de la calle (coreano: 편의점 샛별이; RR: Pyeonuijeom Saetbyeoli; lit. Backstreet Rookie Saet-byul) es una serie de televisión surcoreana de 2020 protagonizada por Ji Chang-wook y Kim Yoo-jung. 
Está basada en el webtoon 2016-2017 She's Too Much For Me, escrito por Hwalhwasan e ilustrado por Geumsagong.

## Reparto

### Elenco principal
- Ji Chang-wook como Choi Dae-hyun[4][5] Un responsable de tienda de conveniencia de 29 años, su apariencia alta y fornida provoca que todas las mujeres se den la vuelta. Es un poco torpe y extraño a pesar de su apariencia fría. Es amable y simpatiza con los demás sumergiéndose  demasiado en la situación de la otra persona.[6]
- Kim Yoo-jung como Jung Saet-byul[5][4] Es un personaje cuatridimensional pero de belleza refrescante. A pesar de que tiene una capacidad atlética increíble y excelentes habilidades de lucha, es una joven de 22 años que ama las flores, los amigos y disfruta de las canciones y la moda retro-sensational.[6]
- Do Sang-woo como Jo Seung Joon, hijo del dueño de la tienda de conveniencia, director de la oficina central de una y próximo líder de la empresa.[7]
- Han Sun-hwa como Yoo Yeon-joo, la novia y exjefa de Dae-hyun, ahora líder del equipo de relaciones públicas de una tienda de conveniencia.[8]

### Elenco secundario
- Kim Sun-young como Gong Boon-hee, la madre de Dae-hyun.
- Lee Byung-joon como Choi Yong-pil, padre de Dae-hyun.

- Eum Moon-suk como Han Dal-shik, el mejor amigo de Choi Dae-hyun.

- Kim Ji-hyun como Choi Dae-soon, la hermana mayor de Dae-hyun.[9]
- Solbin como Jun Eun-byul, la hermana menor de Saet-byul, estudiante que sueña con convertirse en artista.[10]
- Kim Min-kyu como Kang Ji-wook, actor y estrella en ascenso. Amigo de la escuela primaria de Saet-byul.[11]
- Seo Ye-hwa como Hwang Geum-bi, amiga íntima de Saet-byul.[12]
- Woo Hyun como Kwon Eui-choo, dueño de un restaurante en Busan.
- Yoo Min Joo como matón de pelo rojo
- Park Jun In como matón de pelo verde
- Shin Hye Won como matón de pelo amarillo
- Yoon Soo como Cha Eun Jo la amiga de Saet-byul.

### Apariciones especiales
- Park Jin-joo como una estudiante que pelea con Jung Saet-byul (ep. 1).
- Ko Kyu-pil como Oh Yo-han, un youtuber (ep. 1, 2)
- Park Sang-myun como el decano de la escuela (ep. 2, 4).
- Jung Joon-ho como Jung Joon-ho, un cliente de la tienda (ep. 3).
- Kim Yoohyeon como jugadora de Pump It Up (ep. 15).
- Jung Yoojun como jugador de Pump It Up (ep. 15).
- Jung Ae-youn como periodista de espectáculos.

## Episodios
La serie es emitida por SBS TV a las 22:00 (KST), en el horario de los viernes y sábados, desde el 19 de junio de 2020. Está disponible en iQIYI con subtítulos en varios idiomas en todo el mundo.

## Premios y nominaciones
| Año  | Categoría                                 | Premio              | Nominado      | Resultado |
| ---- | ----------------------------------------- | ------------------- | ------------- | --------- |
| 2020 | Excellence Award, Actor in a Miniseries   | 7th APAN Star Award | Ji Chang-wook | Nominado  |
| 2020 | Excellence Award, Actress in a Miniseries | 7th APAN Star Award | Kim Yoo-jung  | Nominada  |

## Producción
Es una serie original de iQIYI, también es el primer drama coreano en el que invirtió el canal global Lifetime y produjo Taewon Entertainment.